# Villa Schubert (Kadaň)
Villa Schubert (čp. 761) je secesní vilový dům nacházející se v předměstské vilové čtvrti, dříve známé jako Zahradní Město, v Kadani. Nalézá se v Havlíčkově ulici (dříve Klenertova). Výstavba začala roku 1912 a veškeré stavební práce byly dokončeny v květnu 1913. Autorem projektu je kadaňský vilový architekt a stavitel Johann Petzet, který jej vyhotovil na zakázku pro kadaňského učitele a pedagoga Rudolfa Schuberta. Novým obyvatelem Villy Schubert se po roce 1945 stal JUDr. Karel Havlíček, významný český výtvarník, který byl později pro své názory perzekvován a jeho tvorba byla soustavně marginalizována komunistickým režimem.

## Výstavba
Villa Schubert je elegantní vilový dům opatřený decentní secesní fasádou zdobenou ornamenty s květinovými motivy. Zdařilé umístění stavby na poněkud vyvýšeném místě z ní činí skutečnou dominantu celé ulice.
V létě roku 1912 předložil stavebník Rudolf Schubert městské stavební komisi projekt nové vily, který si předtím nechal vypracovat u zkušeného kadaňského vilového architekta a stavitele Johanna Petzeta. Pozemek, na kterém je vila postavena, se nachází v Havlíčkově ulici (dříve Klenertova, později též Kazačokova). Původní název ulice připomíná osobnost kadaňského starosty z let 1841 až 1848 Wenzela Klenerta. Ten byl potomkem významné měšťanské rodiny Klenertových, kteří v místech, kde nová ulice na počátku 20. století vznikla, kdysi vlastnila pozemky známé pod souhrnným názvem jako Klenertovo pole.
Ještě v září 1912 se na pozemku nedaleko divadla a prvního kadaňského biografu Orpheum v záležitosti stavebního povolení sešla úřední komise, která připomněla, že podle zdejších regulí musí být novostavba svým severozápadním nárožím vzdálena minimálně čtyři metry od uliční linie. V květnu 1913 kolaudační komise v čele s městským radním Gustavem Zabranským, jejímiž členy byli též městský stavební technik Ing. Franz Roßmeisel a městský lékař MUDr. Franz Oehm, schválila novostavbu k obývání, což svým podpisem záhy stvrdil také tehdejší starosta města Kadaně MUDr. Ferdinand Träger. V kolaudačním dokumentu komise však ještě konstatovala, že je potřeba dokončit řadu záležitostí z projektové dokumentace, mimo jiné se jednalo o úpravy schodiště, oplocení zahrady a doplnění zahradních květináčů.

## Majitelé
Stavebníkem a prvním majitelem vily byl kadaňský učitel a pedagog Rudolf Schubert. Narodil se roku 1881 v Poohří v obci Boč, která byla v té době součástí okresu Kadaň. Rudolf Schubert zřejmě absolvoval učitelský ústav v Chomutově a záhy začal vyučovat na kadaňské měšťanské škole. Právě v Kadani se roku 1906 oženil s Julií, rozenou Löhner, rodačkou z Kadaně. Novomanželům Schubertovým se pak ještě téhož narodil syn Walter. Rudolf Schubert se aktivně zajímal o veřejný prostor a zabýval se též problematikami tehdejšího školství. Roku 1933 je například veden jako předplatitel učitelských novin Freie Schulzeitung, které byly oficiálním tiskovým orgánem Svazu německých učitelů v Československu, vycházely v Liberci a byly založeny již roku 1874. Ještě na podzim roku 1933 však Rudolf Schubert náhle umírá a jedinou majitelskou Villy Schubert se tak stává jeho manželka Julia. Té byla secesní vila hned v roce 1945 zkonfiskována českými úřady, jakožto takzvaný německý majetek, a přestože nám její další osudy zatím nejsou známy, můžeme předpokládat, že byla záhy po zabavení majetku také ona sama záhy vyhnána ze své vlasti.
Krátce na to se pak ve vile usadil JUDr. Karel Havlíček, významný český výtvarník, který byl později jako odpůrce komunistického režimu soustavně marginalizován a opomíjen. Na Ville Schubert je v současnosti instalována pamětní deska upomínající na Havlíčkovo působení v Kadani. Také ulice, ve které se vila nachází, někdejší Klenertova a po roce 1945 Kazačokova, je dnes po tomto významném obyvateli pojmenována, jako ulice Havlíčkova.